# Toppers in concert 2018
Toppers in Concert 2018 - Toppers in Concert 2018 - Pretty in Pink, The Circus Edition is de naam voor de concerten op 25, 26 mei en 27 mei 2018 in de Johan Cruijff ArenA van De Toppers en de gelijknamige cd, dvd en blu-ray. Dit was de veertiende ArenA-editie van dit concert.
Het kledingadvies van deze editie is Pink with a touch of gold. In aanloop van de concerten werd de talentenjacht Topper Gezocht! uitgezonden op SBS6. De winnaar Esmee Smit mocht eenmalig een medley meezingen tijdens de Pretty in Pink - The Circus edition. De drie verliezende finalisten (Mike Peterson, Mart Hoogkamer en Bart Brandjes) traden op tijdens de Halftime Show. Het programma werd gepresenteerd door Irene Moors en de vakjury bestond uit De Toppers zelf.
Dit jaar worden de heren bijgestaan door gastartiesten Right Said Fred, Snap!, Trijntje Oosterhuis, Danny de Munk, Imca Marina, Marga Bult, Ben Cramer, Ronnie Tober, Koos Alberts, Ria Valk, Bonnie St. Claire, Carel Kraayenhof, Luuk van der Boom en Factor 12. Op 30 maart werd bekendgemaakt dat Ronan Keating niet zou optreden als gast aangezien zijn management terugtrekkende bewegingen vertoonde. Drie dagen later werd bekend dat er een extra show zou komen op 27 mei, gesponsord door de Jumbo.
Door de verschillende concerten, waren niet alle gasten bij alle concerten. Luuk van der Boom zong met zijn vader (Jeroen van der Boom) alleen op 25 en 26 mei. En op de speciale editie van 27 mei voor klanten en medewerkers van Jumbo supermarkten was de Halftime Show uit de show geschrapt.
Voorafgaand aan de shows warmde Danny de Munk het gehele publiek op in de vorm van canon zingen. Het publiek werd onderverdeeld in 3 zones die uiteindelijk het zelfde liedje zongen maar ieder op een eigen moment beginnen. Na 3 avonden hebben 198.000 mensen Canon gezongen en de wereldrecord is bevestigd.
De Toppers bestonden dit jaar het gehele concert weer uit vier leden. Jan Smit werd vorig jaar geïntroduceerd als nieuwe vierde Topper. Waar Smit in 2017 nog enkele medley's mee optrad, staat de kersverse nieuwe Toppers sinds 2018 full op het podium. De vier heren betraden het stadion als leeuwen temmer op meters hoge leeuwen, die dwars door het publiek naar het grote podium in het midden van het stadion heen gaan. Na afloop van het grootse concert werd door René Froger al bekendgemaakt dat de Toppers in 2019 hun 15-jarig jubileum gaan vieren, wederom in de Johan Cruijff ArenA.
De Halftime Show werd dit jaar anders opgesteld dan anders. Naast de drie (onbekende) verliezende finalisten van het programma Topper Gezocht!, traden Imca Marina, Marga Bult, Ben Cramer, Ronnie Tober, Koos Alberts, Ria Valk en Bonnie St. Claire tijdens de Halftime Show. Ieder zong, op zijn/haar beurt, twee nummers. Veelal de meest bekende songs uit hun repertoire.
Koos Alberts overleed vijf maanden na zijn optreden bij de Toppers, op 28 september op 71-jarige leeftijd aan het gevolg van blaaskanker.

## Tracklist

### CD

#### Disc 1
1. Greatest Show Ouverture 2018
2. Walz Sing Along Medley 2018
3. Love Songs medley 2018
4. Perfect
5. Rod Steward Medley 2018
6. Danny De Munk Medley 2018
7. Motown And More 2018
8. Right Said Fred medley
9. Hero
10. Jeroen & luuk's Hitmedley
11. Altijd Nederpop Medley 2018
12. René Froger Favourites 2018

#### Disc 2
1. Toppers Of Dance Medley 2018
2. Het Feest Gaat Door Medley 2018
3. Pretty In Pink Discoooo
4. Topper Gezocht Hitmedley
5. All Stars Medley
6. Dance Medley 6.0
7. Popular Pop Medley
8. Snap! Medley
9. Nederlandse Juweeltjes

#### Disc 3
1. You
2. Trijntje Oosterhuis Medley
3. Gerard's Good Old Favourites
4. Pop Up Pop Winner Medley
5. Jan Smit Hitmedley 2018
6. Vleugels Van Mijn Vlucht 2018
7. Fiesta Holanda Medley
8. Toppers Curcus Polonaise
9. Apres Ski Medley 2018
10. Feel The Love Final
11. Over De Top! 2018

### DVD / Blu-ray

#### DVD 1
1. Greatest Show Ouverture 2018
2. Walz Sing Along Medley 2018
3. Love Songs medley 2018
4. Perfect
5. Rod Steward Medley 2018
6. Danny De Munk Medley 2018
7. Motown And More 2018
8. Right Said Fred medley
9. Hero
10. Jeroen & luuk's Hitmedley
11. Altijd Nederpop Medley 2018
12. René Froger Favourites 2018
13. Toppers Of Dance Medley 2018
14. Het Feest Gaat Door Medley 2018
15. Pretty In Pink Discoooo
16. Topper Gezocht Hitmedley
17. All Stars Medley

#### DVD 2
1. Dance Medley 6.0
2. Popular Pop Medley
3. Snap! Medley
4. Nederlandse Juweeltjes
5. You
6. Trijntje Oosterhuis Medley
7. Gerard's Good Old Favourites
8. Pop Up Pop Winner Medley
9. Jan Smit Hitmedley 2018
10. Vleugels Van Mijn Vlucht 2018
11. Fiesta Holanda Medley
12. Toppers Curcus Polonaise
13. Apres Ski Medley 2018
14. Feel The Love Final
15. Over De Top! 2018

#### Blu-ray
1. Greatest Show Ouverture 2018
2. Walz Sing Along Medley 2018
3. Love Songs medley 2018
4. Perfect
5. Rod Steward Medley 2018
6. Danny De Munk Medley 2018
7. Motown And More 2018
8. Right Said Fred medley
9. Hero
10. Jeroen & luuk's Hitmedley
11. Altijd Nederpop Medley 2018
12. René Froger Favourites 2018
13. Toppers Of Dance Medley 2018
14. Het Feest Gaat Door Medley 2018
15. Pretty In Pink Discoooo
16. Topper Gezocht Hitmedley
17. All Stars Medley
18. Dance Medley 6.0
19. Popular Pop Medley
20. Snap! Medley
21. Nederlandse Juweeltjes
22. You
23. Trijntje Oosterhuis Medley
24. Gerard's Good Old Favourites
25. Pop Up Pop Winner Medley
26. Jan Smit Hitmedley 2018
27. Vleugels Van Mijn Vlucht 2018
28. Fiesta Holanda Medley
29. Toppers Curcus Polonaise
30. Apres Ski Medley 2018
31. Feel The Love Final
32. Over De Top! 2018

## Concert

### Deel 1
1. Greatest Show Ouverture 2018 
 A. This is the greatest show 
 B. Afro circus / I like to move it 
 C. Get this party started
2. Walz Sing Along medley 2018 
 A. What's new pussycat 
 B. Que sera sera 
 C. Piano man 
 D. Lucille 
 E. Delilah
3. Love Songs Medley 2018 
 A. She 
 B. Everything I do (I do it for you) 
 C. You're beautifull 
 D. Crying 
 E. I just called to say I love you
4. Perfect 
 Jan Smit
5. Rod Stewart Medley 
 A. Baby Jane 
 B. Da ya think I'm sexy? 
 C. Maggie may 
 D. I don't want to talk about it 
 E. I'm saling
6. Danny de Munk Medley 2018 
 Danny de Munk 
 A. Vrienden voor het leven 
 B. Ik voel me zo verdomd alleen
7. Motown And More 2018 
 A. The tears of a clown 
 B. The shoop shoop song (it's in his kiss) 
 C. How sweet it is "to be loved by you" 
 D. What becomes of the broken heart 
 E. The way to your heart
8. Right Sait Fred Medley 
 Right Said Fred 
 A. Don't talk, just kiss 
 B. I'm too sexy
9. Hero 
 Gerard Joling
10. Jeroen & Luuk's Hitmedley 
 Jeroen & Luuk van der Boom 
 A. Papa 
 B. Jij bent zo  
 C. Eén wereld 
 D. Kom maar op
11. Altijd Nederpop Medley 2018 
 A. Jimmy 
 B. Een kopje koffie 
 C. Zondag 
 D. Hou me vast (want ik val) 
 E. Dansen op de vulkaan
12. René Froger Favourites 2018 
 René Froger 
 A. Thunder in my heart 
 B. Alles kan een mens gelukkig maken
13. Toppers Of Dance Medley 2018 
 A. Maar vanavond 
 B. Werd de tijd maar terug gedraaid 
 C. Cupido 
 D. Why are you so beautiful
14. Het Feest Gaat Door Medley 2018 
 Factor 12 & Danny de Munk 
 A. Als jij niet van die mooie blauwe ogen had 
 B. Lekkerding 
 C. Jij bent veel te mooi 
 D. Oh luister toch 
 E. Adio amore 
 F. Wie kan mij vertellen...
15. Pretty In Pink Discoooo 
 A. Yes sir, I can boogie 
 B. Dolce vita 
 C. Born to be alive 
 D. Daddy cool 
 E. Into the groove 
 F. You're my heart, you're my soul 
 G. Ich bin wie du

### Pauze
(Imca Marina, Marga Bult, Ben Cramer, Ronnie Tober, Koos Alberts, Ria Valk, Bonnie St. Claire, Mike Peterson, Mart Hoogkamer en Bart Brandjes)
1. Topper Gezocht Hitmedley 
 A. I'll never fall in love again 
 B. Jij bent het leven voor mij 
 C. I'm outta love 
 D. Don't take away the music
2. All Stars Medley 
 A. Bonnie kom je buiten spelen 
 B. Hij was maar een clown 
 C. Ik verscheurde je foto 
 D. Vino 
 E. Rozen voor Sandra 
 F. De liefde van de man gaat door de maag 
 G. Rechtop in de wind 
 H. Morgen wordt alles anders 
 I. De oude muzikant 
 J. Zijn het je ogen 
 K. Dan moet je m'n zuster zien 
 L. Viva Espana 
 M. Naar de kermis

### Deel 2
1. Dance Medley 6.0 
 A. L'Amour toujours 
 B. Sweet freedom 
 C. You see the trouble with me 
 D. Lady (here me tonight) 
 E. Love me again 
 F. Freed from desire
2. Populair Pop Medley 
 A. Love me like you do 
 B. Catch & release 
 C. Shape of you
3. Snap! Medley 
 Snap! 
 A. The power 
 B. The first, the last, eternity (till the end) 
 C. Rhythm is a dancer
4. Nederlandse Juweeltjes 
 A. Zij 
 B. Zeg me dat het niet zo is 
 C. Vriendschap 
 D. Pak maar mijn hand
5. You 
 Jeroen van der Boom
6. Trijntje Oosterhijs Medley 
 Trijntje Oosterhuis 
 A. De zee 
 B. Love me in slow motion 
 C. Somebody else's lover 
 D. Touch me there
7. Gerard's Good Old Favourites 
 Gerard Joling 
 A. Love is in your eyes 
 B. Ticket to the tropics 
 C. No more bolero's
8. Pop Up Pop Winner Medley 
 Esmee Smit 
 A. Can't get you outa of my head 
 B. Crucified 
 C. Teardrops 
 D. Sing it back 
 E. Crying at the discotheque
9. Jan Smit Hitmedley 2018 
 Jan Smit 
 A. Silte in de storm 
 B. Leef nu het kan 
 C. Sta op en dans met mij 
 D. Vrienden voor het leven
10. Vleugels Van Mijn Vlucht 2018 
 René Froger & Carel Kraayenhof
11. Fiesta Holanda Medley 
 A. He ho coolio 
 B. Marina 
 C. Banger hart 
 D. Een vrijgezel 
 E. Jij denkt maar dat je alles mag van mij 
 F. Heb je even voor mij
12. Toppers Circus Medley 
 Factor 12 
 A. Bassie en Adriaan 
 B. Pipo de clown 
 C. Karel 
 D. Wat heb je gedaan Daan? 
 E. Stoont als een garnaal 
 F. Als ik jou kus 
 G. Wat een lekker ding bende gij 
 H. Hallo hallo 
 I. Dag vriendjes en vriendinnetjes
13. Apres Ski Hut Medley 2018 
 A. Naar voren, naar achter 
 B. Joost 
 C. Bestel mar 
 D. Gewoon een vrolijk liedje 
 E. Hallo allemaal (luizenmoeder)
14. Feel The Love Final 
 A. He ain't heavy, he's my brother 
 B. Can you feel the love tonight
15. Over De Top! 2018

## Hitnotering

### NederlandseAlbum Top 100
| Positie: | 10 | 63 | 100 | uit | 80 |

### Nederlandse Music DVD Top 30
| Positie: | 1  | 1  | 1  | 1  | 1  | 2  | 1   | 1 | 1 | 1 | 1 | 1 | 1 | 1 | 1 | 1 | 1 | 1 | 2 | 1 |
| Week:    | 21 | 22 | 23 | 24 | 25 | 26 |     |   |   |   |   |   |   |   |   |   |   |   |   |   |
| Positie: | 1  | 1  | 1  | 1  | 2  | 3  | uit |   |   |   |   |   |   |   |   |   |   |   |   |   |

## Voetnoten
1. ↑  Per 2 april 2019 brengt Dutch Charts geen nieuwe Music DVD Top 30 meer uit